# Daniel Weijerin
Daniel Weijerin, född 11 september 1754 i Norrköping, död 9 maj 1828, var en svensk borgmästare, riksdagsledamot och politiker.

## Biografi
Daniel Weijerin föddes 1754 i Norrköping. Han var son till handlanden Johan Wijerin (1722–1762). Weijerin blev handlande i Norrköping 1780 och rådman i staden 1797. Han blev handelsborgmästare i Norrköping 1810 och var verksam vid den rojalistiska sidan under Gustaf III. Weijerin avled 1828.
Weijerin var riksdagsledamot för borgarståndet i Norrköping vid riksdagen 1789, riksdagen 1792 och riksdagen 1800.
Weijerin gifte sig 1783 med Margareta Katarina Eckhoff.